# Dypsis mahia
Dypsis mahia – gatunek palmy z rzędu arekowców (Arecales). Występuje endemicznie na Madagaskarze, w prowincji Fianarantsoa. Znajduje się w rezerwacie specjalnym Manombo. Znane jest tylko jedno jego naturalne stanowisko.
Rośnie w bioklimacie wilgotnym, jak i suchym. Występuje na wysokości do 500 m n.p.m.